# Wrestle Kingdom 16
Wrestle Kingdom 16 è stata la sedicesima edizione di Wrestle Kingdom, il più importante evento prodotto dalla New Japan Pro-Wrestling. Questa edizione conta oltre alle due serate al Tokyo Dome del 4 e 5 gennaio 2022, anche una terza serata l'8 gennaio e per la prima volta non a Tokyo, bensì a Yokohama per uno speciale NJPW vs Pro Wrestling Noah.

## Incontri

### Serata 1
| # | Incontro | Stipulazione                                                         | Tempo |
| - | --- | -------------------------------------------------------------------- | ----- |
| P | Passano il turno CIMA, Minoru Suzuki, Chase Owens e Toru Yano                                                                                    | New Japan Ranbo per decretare i quattro contendenti per il KOPW 2022 | 27:14 |
| 1 | Yoh sconfigge Sho (con Dick Togo) | Singles Match                                                        | 12:34 |
| 2 | Bullet Club (Kenta, Taiji Ishimori e El Phantasmo) sconfiggono Hiroshi Tanahashi e Mega Coaches (Rocky Romero e Ryusuke Taguchi) per squalifica  | Six Man Tag Team Match                                               | 8:39  |
| 3 | United Empire (Will Ospreay, Jeff Cobb e Great-o-Khan) (con Aaron Henare) sconfiggono Los Ingobernables de Japon (Tetsuya Naito, Sanada e Bushi) | Six Man Tag Team Match                                               | 9:27  |
| 4 | Katsuyori Shibata sconfigge Ren Narita | Singles Match                                                        | 11:47 |
| 5 | Evil (con Dick Togo) sconfigge Tomohiro Ishii (c)                                                                                                | Singles Match per il NEVER Openweight Championship                   | 12:09 |
| 6 | Chaos (Hirooki Goto e Yoshi-Hashi) sconfiggono Dangerous Tekkers (Taichi e Zack Sabre Jr.) (c)                                                   | Tag Team Match per gli IWGP Tag Team Championship                    | 15:27 |
| 7 | El Desperado (c) sconfigge Hiromu Takahashi | Singles Match per l'IWGP Junior Heavyweight Championship             | 16:19 |
| 8 | Kazuchika Okada sconfigge Shingo Takagi (c) | Singles Match per l'IWGP World Heavyweight Championship              | 35:45 |

### Serata 2
| # | Incontro | Stipulazione                                                                   | Tempo |
| - | --- | ------------------------------------------------------------------------------ | ----- |
| P | Yuji Nagata e Great Bash Heel (Tomoaki Honma e Togi Makabe) sconfiggono Bullet Club (Bad Luck Fale, Gedo e Jado)                                                        | Six Man Tag Team Match                                                         | 6:40  |
| P | Master Wato e Tencozy (Satoshi Kojima e Hiroyoshi Tenzan) sconfiggono Suzuki-Gun (El Desperado, Yoshinobu Kanemaru e Taka Michinoku)                                    | Six Man Tag Team Match                                                         | 9.23  |
| P | Los Ingobernables de Japon (Shingo Takagi, Bushi e Hiromu Takahashi) sconfiggono Suzuki-Gun (Douki, Taichi e Zack Sabre Jr.)                                            | Six Man Tag Team Match                                                         | 10:28 |
| 1 | Flying Tiger (Robbie Eagles e Tiger Mask) (c) sconfiggono Mega Coaches (Ryusuke Taguchi e Rocky Romero) e Bullet Club's Cutest Tag Team (El Phantasmo e Taiji Ishimori) | Three Way Tag Team Match per gli IWGP Junior Heavyweight Tag Team Championship | 12:07 |
| 2 | Tam Nakano e Saya Kamitani sconfiggono Mayu Iwatani e Starlight Kid | Stardom Exhibition Tag Team Match                                              | 9:14  |
| 3 | Minoru Suzuki sconfigge Toru Yano, Chase Owens e CIMA | Fatal Four Way Match per il KOPW 2022                                          | 6:11  |
| 4 | House of Torture (Yujiro Takahashi, Evil e Sho) (c) sconfigge Chaos (Hirooki Goto, Yoh e Yoshi-Hashi)                                                                   | Six Man Tag Team Match per i NEVER Openweight 6-Man Tag Team Championship      | 9:37  |
| 5 | Sanada sconfigge Great-o-Khan | Singles Match                                                                  | 13:23 |
| 6 | Tetsuya Naito sconfigge Jeff Cobb | Singles Match                                                                  | 15:37 |
| 7 | Hiroshi Tanahashi sconfigge Kenta (c) | No Disqualification Match per l'IWGP United States Championship                | 22:40 |
| 8 | Kazuchika Okada (c) sconfigge Will Ospreay | Singles match per l'IWGP World Heavyweight Championship                        | 32:53 |

### Serata 3: NJPW vs Noah
| # | Incontro | Stipulazione           | Tempo |
| - | --- | ---------------------- | ----- |
| P | Kosei Fujita vs Yasutaka Yano finisce in pareggio | Singles Match          | 10:00 |
| P | Third Generation (Yuji Nagata, Satoshi Kojima e Hiroyoshi Tenzan) sconfigge Funky Express (King Tany, Muhammad Yone e Akitoshi Saito)                                    | Six Man Tag Team Match | 12:18 |
| 1 | Tomohiro Ishii, Hirooki Goto, Yoshi-Hashi, Master Wato e Ryusuke Taguchi sconfiggono Daisuke Harada, Hajime Ohara, Daiki Inaba, Yoshiki Inamura e Kinya Okada            | 10 Man Tag Team Match  | 11:42 |
| 2 | Sho sconfigge Atsushi Kotoge | Singles Match          | 8:20  |
| 3 | Stinger (Hayata e Seiki Yoshioka) sconfigge Bullet Club (Taiji Ishimori e Gedo)                                                                                          | Tag Team Match         | 5:59  |
| 4 | Suzuki-Gun (El Desperado e Douki) sconfigge Los Perros del Mal de Japon (Yo-Hey e Nosawa Rongai)                                                                         | Tag Team Match         | 9:09  |
| 5 | Sugiura-Gun (Kazushi Sakuraba e Takashi Sugiura) e Toru Yano sconfiggono Suzuki-Gun (Taichi, Taka Michinoku e Minoru Suzuki)                                             | Six Man Tag Team Match | 9:37  |
| 6 | Masa Kitamiya e Go Shiozaki sconfiggono House of Torture (Evil e Dick Togo)                                                                                              | Tag Team Match         | 9:53  |
| 7 | Naomichi Marufuji e Yoshinari Ogawa sconfiggono Suzuki-Gun (Zack Sabre Jr. e Yoshinobu Kanemaru)                                                                         | Tag Team Match         | 15:20 |
| 8 | Los Ingobernables de Japon (Shingo Takagi, Tetsuya Naito, Hiromu Takahashi, Sanada e Bushi) sconfiggono Kongo (Katsuhiko Nakajima, Kenoh, Aleja, Tadasuke e Manabu Soya) | 10 Man Tag Team Match  | 26:33 |
| 9 | Kazuchika Okada e Hiroshi Tanahashi sconfiggono Keiji Muto e Kaito Kiyomiya                                                                                              | Tag Team Match         | 24:35 |